# José Bañón
José Bañón (Alicante, 19 aprile 1922 – 21 aprile 1987) è stato un calciatore spagnolo., di ruolo portiere.

## Palmarès

### Club
- Coppa di Spagna: 2

Real Madrid: 1946, 1947

### Individuale
- Trofeo Zamora

1946